# یورما کورتلاینن
یورما کورتلاینن (فنلاندی: Jorma Kortelainen; ۱۷ دسامبر ۱۹۳۲ – ۲۷ دسامبر ۲۰۱۲) اسکی‌باز صحرانوردی و قایقران روئینگ اهل فنلاند بود.